# Melanis lioba
Melanis lioba is een vlindersoort uit de familie van de prachtvlinders (Riodinidae), onderfamilie Riodininae.
Melanis lioba werd in 1952 beschreven door Zikán, J.